# Máire Hoctor
Máire Hoctor (irisch Máire Ní Eachtair; * 20. Januar 1963 in Nenagh, County Tipperary) ist eine ehemalige irische Politikerin der Fianna Fáil.

## Biografie
Máire Hoctor machte ihren Abschluss am St Patrick’s College, Maynooth als Lehrerin und unterrichtete danach an einer weiterführenden Schule in Nenagh.
1999 wurde sie in den Gemeinderat von Nenagh gewählt. Bei den Wahlen zum Dáil Éireann 2002 kandidierte sie dann für einen Sitz im Wahlkreis Tipperary North. Durch ihren Erfolg zog sie als Teachta Dála in den Dáil Éireann ein. 
Bei den Wahlen 2007 gelang es ihr, den Sitz zu verteidigen. Am 9. Juli 2007 wurde sie von Taoiseach Bertie Ahern zur Staatsministerin im Umwelt-, im Sozial- und im Gesundheitsministerium für Senioren in der Regierung Ahern III ernannt. Mit dem Regierungswechsel auf Brian Cowen wurde sie in diesem Posten bestätigt. Als im April 2009 allerdings alle zwanzig Staatsministerinnen und Staatsminister und Cowen nur 15 neue ernannte, büßte sie ihren Posten ein. 
Bei den Wahlen 2011 konnte sie ihren Sitz nicht mehr verteidigen.